# Ісфаринський хукумат
Ісфари́нська но́хія (тадж. Ноҳияи Исфара) — адміністративна одиниця другого порядку в складі Согдійського вілояту Таджикистану. Центр — місто Ісфара, розташоване за 107 км від Худжанда.

## Географія
Нохія розташована в західній частині Ферганської долини в передгір'ях Туркестанського хребта. На північному заході межує з Канібадамською нохією Согдійського вілояту, на північному сході має кордон з Узбекистаном, весь інший кордон проходить з Киргизстаном. Має анклав Ворух на території Киргизстану.

## Адміністративний поділ
Адміністративно нохія поділяється на 9 джамоатів, 1 місто (Ісфара) та 3 смт (Нефтеабад, Нурафшон, Шураб):
| Ісфаринська нохія      |           |                 |
| Джамоат                | Населення | Центр           |
| Чільгазинський джамоат | 12150     | кишлак Чільгазі |
| Чоркуський джамоат     | 28846     | кишлак Чорку    |
| Хонабадський джамоат   | 9614      | смт Нефтеабад   |
| Кулькентський джамоат  | 17732     | кишлак Кулькент |
| Лакконський джамоат    | 5514      | кишлак Лаккон   |
| Навгілемський джамоат  | 28311     | кишлак Навгілем |
| Шахрацький джамоат     | 13991     | кишлак Шахрак   |
| Сурський джамоат       | 10396     | кишлак Сурх     |
| Воруський джамоат      | 23121     | кишлак Ворух    |

## Історія
Нохія утворена 31 січня 1927 року як Ісфаринський район в складі Ленінабадської області Таджицької РСР. Після отримання Таджикистаном незалежності називається Ісфаринською нохією.